# Gevaro Nepomuceno
Gevaro Nepomuceno (Willemstad, 10 de novembro de 1992) é um futebolista profissional curaçauense que atua como meia.

## Carreira
Gevaro Nepomuceno integrou a Seleção Curaçauense de Futebol na Copa Ouro da CONCACAF de 2017.